# Giacomo Sagripanti
Giacomo Sagripanti (Giulianova, 28 gennaio 1982) è un direttore d'orchestra italiano specializzato in arte lirica e musica sinfonica, specialmente nel bel canto italiano e l'opera francese..

## Biografia
Inizia gli studi musicali al Conservatorio Rossini di Pesaro, in pianoforte e composizione. Si forma anche in musica sinfonica presso l'Accademia Musicale di quella città, prima di seguire un corso triennale presso la Scuola Lirica Italiana del Teatro comunale di Bologna . Diventa assistente di rinomati direttori d'orchestra, come Renato Palumbo e Bruno Bartoletti.
Inizia la carriera con una produzione di Hansel e Gretel, in uno spettacolo per bambini che gira ampiamente in Italia. È invitato al festival di Martina Franca per dirigere rarità, come Gianni di Parigi di Donizetti, Aureliano in Palmira di Rossini e Zaira di Bellini. Partecipa alle produzioni dell'Associazione Lirica e Concertistica Italiana (ASLICO). Dirige rapidamente alla Semperoper di Dresda (La Cenerentola di Rossini), alla Fenice di Venezia (Madame Butterfly di Puccini), all'Opernhaus di Zurigo (L'Elisir d'amore di Donizetti), al Palais des Arts Reina-Sofía di Valencia (Stabat Mater di Rossini) e in alcuni dei festival più importanti (Rossini Opera Festival di Pesaro, Arena di Verona).
In Francia, debutta all'opera di Limoges (La Traviata) poi nella fossa dell'orchestra dell'Opera Nazionale di Parigi nel 2013 (Cenerentola), sostituendo con breve preavviso il direttore Bruno Campanella e con grandissimo successo. Da allora è ingaggiato più volte dall'Opera, con giudizi estremamente positivi (2013/14 : I Capuleti ed i Montecchi di Bellini ; 2014/15 : Il Barbiere di Siviglia di Rossini ; Werther di Massenet ; 2016/17 : Carmen di Bizet ; 2018/19 : Elisir d'amore ; La Traviata ; 2019/20 : Madama Farfalla ; 2021/22 : Rigoletto; 2023/24 : La Traviata ). Ha inoltre diretto alle Chorégies d'orange, al Théâtre des Champs Elysées e alla Philharmonie de Paris.
Sagripanti vince il premio Giovane Direttore dell'Anno agli International Opera Awards nel 2016. Dopo aver prestato servizio come direttore ospite principale all'Opera di Bari, fino al 2023, è direttore musicale dell'Orchestra e dell'Opera di Tbilisi.
È costantemente presente nei più grandi teatri d'opera come la Royal Opera House al Covent Garden di Londra, la Wiener Staatsoper, l'Opéra National di Monaco, il Bolshoi di Mosca, il Liceu di Barcellona, il Teatro Maestranza di Siviglia, e il Teatro San Carlo di Napoli. Ha debuttato al Teatro Real di Madrid nel 2013 nel Turco in Italia (Rossini).

## Discografia
- Bellini - Zaïra - Orchestra Internazionale d'Italia, G. Sagripanti, regia – Bongiovanni – 2016
- Donizetti - Gianni da Parigi - Orchestra Internazionale d'Italia, G. Sagripanti, regia – Bongiovanni – 2013
- Rossini - Levy Sekgapane (tenore), Münchner Rundfunkorchester, Giacomo Sagripanti, regia – Giovin Fiamma - PRIMA002 - 2019
- Dreams - Pretty Yende (soprano), Orchestra Sinfonica di Milano Giuseppe Verdi, Giacomo Sagripanti, direttore d'orchestra - Sony - 2016